# Peter Manuel
Peter Thomas Anthony Manuel (New York, 13 maart 1927 - Glasgow, 11 juli 1958) was een Amerikaans-Schotse seriemoordenaar die werd veroordeeld voor de moord op zeven mensen in Lanarkshire en Zuid-Schotland tussen 1956 en zijn arrestatie in januari 1958. Er wordt aangenomen dat hij nog twee mensen heeft vermoord. Voorafgaand aan zijn arrestatie noemden de media de onbekende moordenaar "het Beest van Birkenshaw". Manuel werd opgehangen in de Barlinnie-gevangenis in Glasgow; hij was de op één na laatste gevangene die stierf aan de galg van Barlinnie.
- Library of Congress Control Number: n2009074127
- Nationale Bibliotheek van Israël: 987010984350005171
- Virtual International Authority File: 95329790
- WorldCat: E39PBJx4pXpdmtchTGw6p4mw4q